# Viggiano
Viggiano is een gemeente in de Italiaanse provincie Potenza (regio Basilicata) en telt 3166 inwoners (31-12-2004). De oppervlakte bedraagt 89,1 km², de bevolkingsdichtheid is 36 inwoners per km².

## Demografie
Viggiano telt ongeveer 1123 huishoudens. Het aantal inwoners steeg in de periode 1991-2001 met 1,5% volgens cijfers uit de tienjaarlijkse volkstellingen van ISTAT.
| Jaar | Inwoneraantal |
| ---- | ------------- |
| 1991 | 3161          |
| 2001 | 3208          |

## Geografie
De gemeente ligt op ongeveer 1023 m boven zeeniveau.
Viggiano grenst aan de volgende gemeenten: Calvello, Corleto Perticara, Grumento Nova, Laurenzana, Marsicovetere, Montemurro.